# Microbryum floerkeanum
Microbryum floerkeanum là một loài Rêu trong họ Pottiaceae. Loài này được (F. Weber & D. Mohr) Schimp. mô tả khoa học đầu tiên năm 1860.